# Llengües algonquines
Les llengües algonquines són una subfamília de les llengües àlgiques dels pobles natius nord-americans, la qual inclou la majoria de les llengües d'aquesta família (les altres són el wiyot i el yurok). El terme «algonquí» es creu que deriva de la paraula maliseet elakómkwik, 'ells són els nostres aliats'. La majoria de les llengües algonquines estan en perill extrem de desaparició, ja que tenen pocs parlants. Un gran nombre d'aquestes llengües ja s'han extingit.
Els parlants de les llengües algonquines s'estenen des de la costa est d'Amèrica del Nord fins a les muntanyes Rocoses. El protollenguatge del qual descendeixen és del protoalgonquí, que es parlava fa uns 3.000 anys. No hi ha consens entre els especialistes sobre el territori on es parlava.
Aquesta gran família es divideix en uns 30 idiomes dins tres grups principals: el central, el de les planes i el de l'est; només aquest darrer constitueix un veritable subgrup genètic lingüísticament.